# Ла-Тюиль

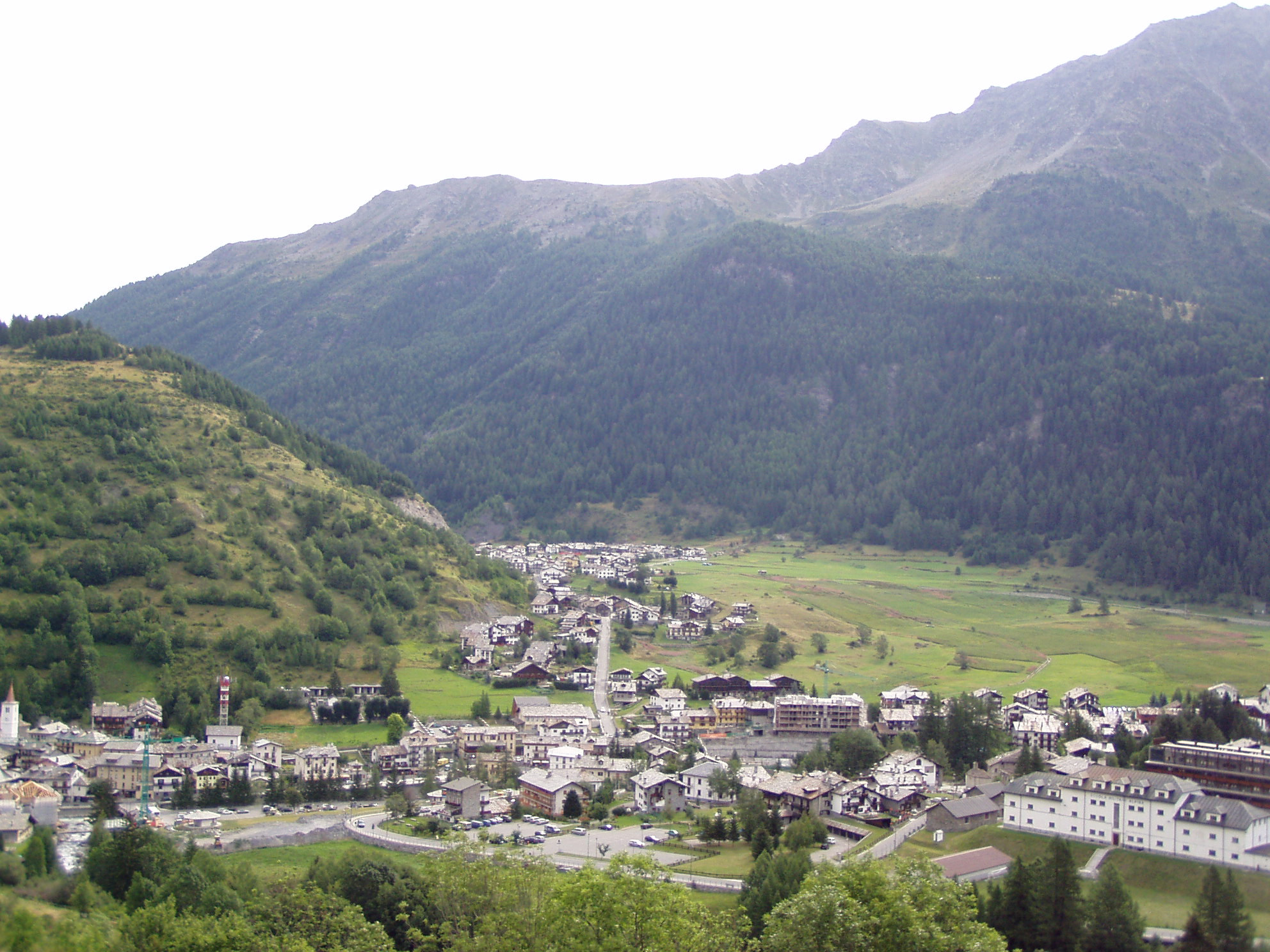

Ла-Тюи́ль (фр. La Thuile) — коммуна в Италии, располагается в автономном регионе Валле-д’Аоста. Коммуна находится рядом с итало-французской границей.
Население составляет 795 человек (2008 г.), плотность населения составляет 6 чел./км². Занимает площадь 125 км². Почтовый индекс — 11016. Телефонный код — 0165.
Покровителем коммуны почитается святитель Николай Мирликийский, чудотворец, празднование 9 мая.

## Демография
Динамика населения:

## Города-побратимы
- Алассио, Италия
- Лайгуэлья, Италия

## Администрация коммуны
- Телефон: 0165 88 41 08
- Факс: 0165 88 46 41
- Электронная почта: info@comune.la-thuile.ao.it